# Elatotrypes hoferi
Elatotrypes hoferi is een keversoort uit de familie boktorren (Cerambycidae). De wetenschappelijke naam van de soort is voor het eerst geldig gepubliceerd in 1919 door Fisher.